# Вибухонебезпечні гази
Вибухонебезпе́чні га́зи (рос. взрывоопасные газы, англ. explosive gases, нім. explosive Gase, explosionsgefährdete Gase) — горючі гази, що здатні утворювати з повітрям вибухову суміш.
В шахтній атмосфері можуть знаходитися такі вибухонебезпечні гази: бутан, водень, метан, оксид вуглецю, пропан, сірководень, етан, етилен та інші вуглецеві гази і пара.
Існує об'ємна концентрація горючого газу в суміші з повітрям, нижче якої (нижня концентраційна межа вибуховості) в гранично бідній горючій суміші і вище якої (верхня концентраційна межа вибуховості) в гранично багатій горючій суміші суміш не вибухає, а згорає спокійним полум'ям.
Ці межі вмісту (об'ємні %) природного газу (в суміші з повітрям) і його компонентів у повітряному середовищі відповідно становлять:
- природний газ (з відносною густиною 0.6) — 4,5—14,5;
- метан — 4,4—17,0;
- етан — 2,9—13,0;
- пропан — 2,1—9,5;
- н-бутан 1,8—8,4;
- ізобутан — 1,8—8,4;
- н-пентан — 1,4—8,3;
- ізопентан — 1,4—8,3;
- гексан — 1,2—7,7;
- гептан — 1,0—7,0;
- октан — 0,96;
- нонан — 0,87—2,9;
- декан — 0,78—2,6.

Нижня границя вибуховості відповідає мінімальній концентрації горючого газу, при якій вибух уже неможливий; а верхня — максимальній концентрації, при якій ще можливий вибух (табл.). При концентрації газу в повітрі в межах запалювання за наявності джерела запалювання виникне вибух. Якщо вміст газу в повітрі менший нижньої і більший верхньої границь вибуховості, то суміш не здатна вибухнути. При цьому вона згоряє спокійним полум'ям. Швидкість поширення фронту хвилі горіння при атмосферному тиску становить близько 0,3—2,4 м/с.